# Congregació de Sant Maur
La Congregació de Sant Maur, coneguda popularment com els mauristes, fou una congregació religiosa catòlica de monjos benedictins francesos existent entre el 1618 i el 1790, coneguda per l'alt nivell d'erudició dels seus membres, que redactaren i publicaren una ingent quantitat d'obres literàries sobre diferents branques de les humanitats.

## Fundació de la congregació
A finals del segle XVI la desorganització i la laxitud en l'observació de la regla benedictina s'havia estès preocupantment als monestirs de l'orde després de les guerres de religió a França. El cardenal Carles de Lorena es proposà dur a terme una reforma que tornés la disciplina monàstica al seu antic estat; després d'alguns intents infructuosos, fou Didier de La Cour, abat del monestir de Sant Vitó de Verdun, pertanyent a la Congregació de Sant Vitó, qui aconseguí restablir l'ordre a la seva abadia. El 1604 s'instituí la nova Congregació de Sant Vitó i Sant Hidulf, a la qual s'adheriren aviat diversos monestirs de Lorena. La reforma fou imitada a França, impulsada pel prior del col·legi de Cluny Laurent Bénard, i s'estengué en pocs anys pels monestirs de Sant Agustí de Limoges, Nouaillé a Sant Faron de Meaux, Jumieges i Blancs Manteaux a París.

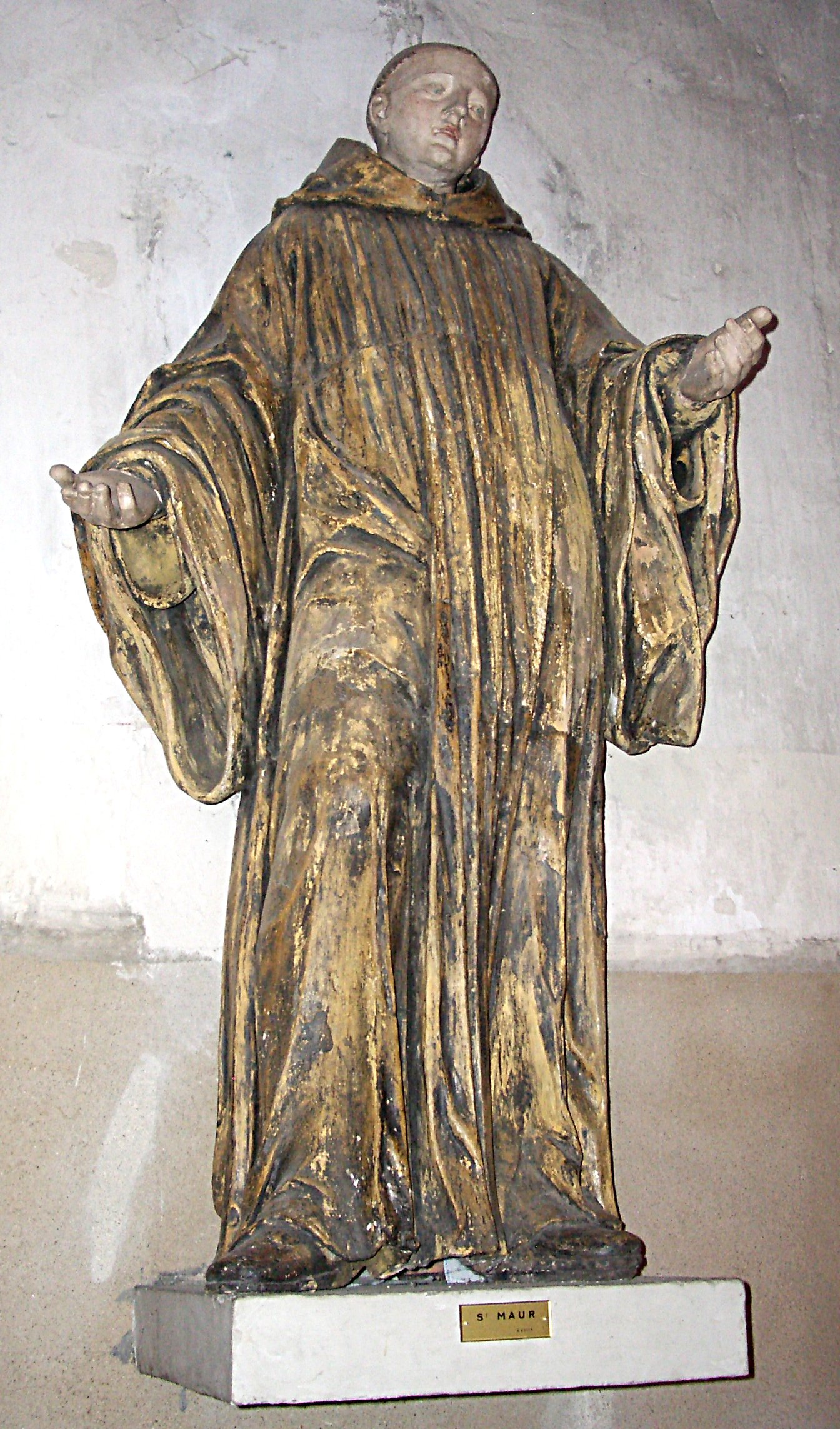
Sant Maur, a l'església de Bel Hellouin.

Atès que aleshores el Ducat de Lorena era independent del Regne de França, al capítol general de la congregació reformada de Sant Vitó celebrat a Saint Mansuet de Toul el 1618 s'hi decidí erigir una nova congregació independent que agrupés les cases reformades a França, el superior de la qual hauria de residir en aquest regne. La proposta comptà amb el suport del rei Lluís XIII, dels cardenals Retz, Sourdis i Richelieu i del president del parlament Nicolas de Verdun; Gregori XV donà la seva aprovació el 1261, confirmada sis anys després per Urbà VIII. La nova congregació prengué l'advocació de Sant Maur en memòria del sant que al segle vi fou deixeble de Benet de Núrsia.
Poc després Richelieu, que cercava unir els benedictins francesos, maniobrà per fusionar-los tots a la Congregació de Sant Benet, fundada amb tal finalitat el 1634, però aquesta nova situació durà poc temps, car deu anys després Urbà VIII les en separà novament.

## Disciplina monàstica

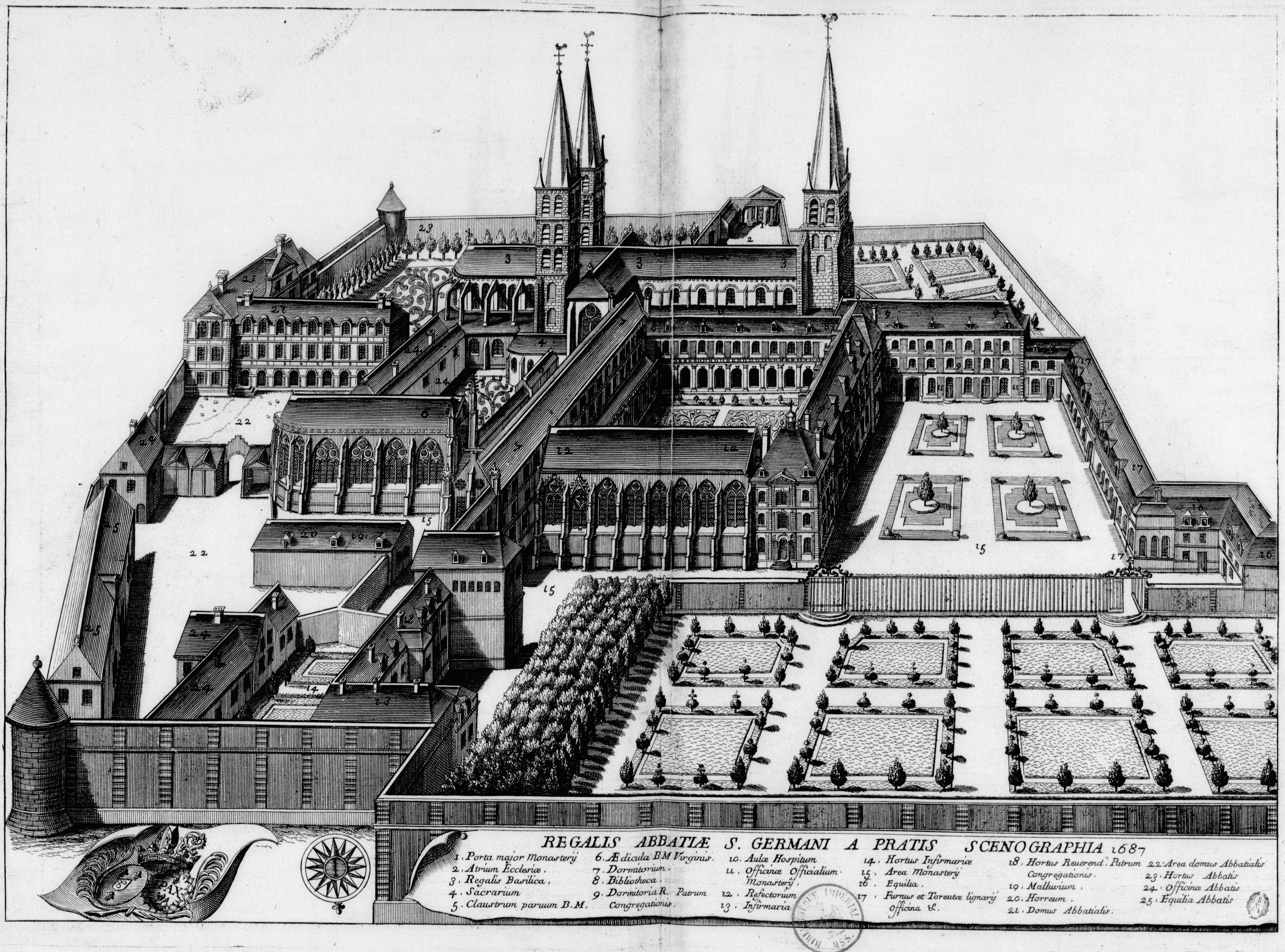
L'abadia de Saint-Germain-des-Prés, casa mare de la congregació

El 1645, amb la congregació sota el govern de Grégoire Tarisse, el capítol general aprovà les seves constitucions; s'hi estipulava que la disciplina havia de regir-se per l'observança estricta de la regla de Sant Benet: oració, estudi, obediència, humilitat, pobresa, silenci, austeritat a taula i en el vestit i feina manual.
El superior general, els seus dos assistents i sis visitadors (un per cada província eclesiàstica) havien de residir a l'Abadia de Saint-Germain-des-Prés, i serien escollits cada tres anys, així com els priors dels monestirs; el capítol general estaria compost per tres priors i tres conventuals de cada província, d'entre els quals serien escollits, també cada tres anys, nou definidors encarregats d'escollir al seu torn els visitadors, els rectors dels monestirs que no tinguessin abat, els procuradors, predicadors, mentors de novicis i professors de la congregació.
Els aspirants que volguessin ingressar en la congregació haurien de passar un any com a postulants, un altre com a novicis, i després d'haver completat els cinc anys d'estudis de filosofia i teologia, haurien de passar un any més de "recol·lecció" abans de ser admesos al sacerdoci. No s'admeteren monges a la congregació, tret de les de l'abadia de Chelles.

## Esplendor
Aviat la congregació fou creixent en extensió i en influència. S'instituïren escoles de filosofia, teologia, dret canònic, llatí, grec i hebreu, en què les famílies burgeses feien ingressar-hi els seus fills, atretes pel seu prestigi intel·lectual; els frares que no tenien mitjans econòmics per sufragar les despeses de llur ensenyament, en rebien gratuïtament a l'abadia de Sant Martí de Vertou. El nivell d'erudició dels seus confrares fou reconegut a nivell internacional, les obres literàries sorgides dels seus scriptori eren presentades a la cort de Versalles com a mostra dels seus serveis a l'estat; polítics, nobles i prelats la declararen heretera dels seus béns o de les seves biblioteques.

## Desaparició
La congregació desaparegué abruptament, víctima dels esdeveniments històrics: el 1789 esclatà la Revolució Francesa i l'any següent l'Assemblea Constituent decretà l'extinció dels ordes religiosos; el superior general de la de Sant Maur, Ambrose Augustine Chevreux, fou assassinat durant les massacres de setembre de 1792, i l'abadia de Saint-Germain fou reconvertida en una fàbrica d'armes; els monjos es dispersaren o se n'anaren a l'exili. El 1817 alguns dels antics mauristes intentaren restaurar la congregació, però el projecte no aconseguí l'aprovació de la Santa Seu. L'últim d'ells, Miquel Joan Josep Brial i Roig, morí el 1828.
El 1837 el Papa Gregori XVI fundà la congregació a França, declarant-la successora de les antigues congregacions benedictines de França: Sant Maur, Cluny i Sant Vitó i Hidulf.

## Llegat
L'obra literària llegada a la posteritat pels pares mauristes durant el temps de vida de la congregació fou ingent; prop de 220 autors se succeïren els uns als altres al llarg dels anys per publicar més de 700 obres d'humanitats que servirien de referència per als estudiosos posteriors i que encara avui són considerades de gran valor: estudis bíblics, tractats sobre història eclesiàstica i civil, diplomàcia o litúrgia, bibliografies, cronologies, hagiografies o edicions de les obres dels Pares de l'Església, sense comptar els centenars de volums manuscrits que després de la desaparició de la congregació foren dispersos per les biblioteques de França.